# Tysklands herrlandslag i ishockey

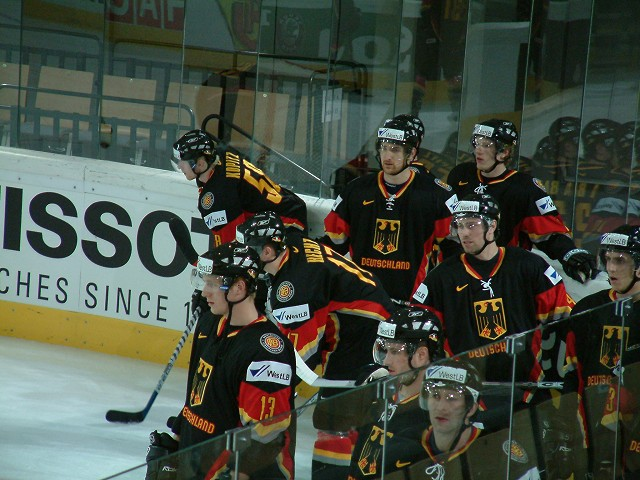
VM 2005

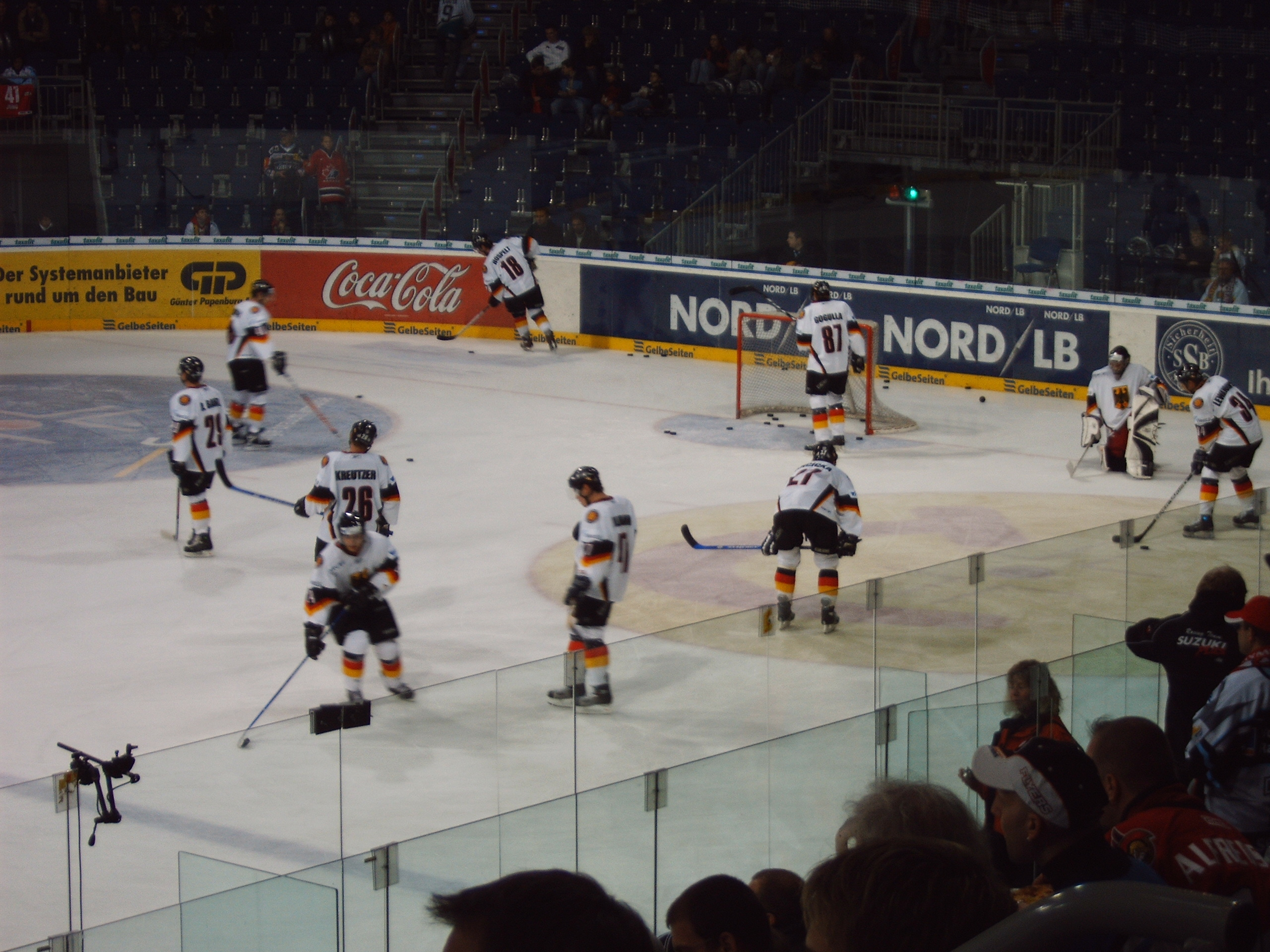
Deutschland Cup 2006 i Hannover

Tysklands (1949–1990 Västtysklands) herrlandslag i ishockey representerar Förbundsrepubliken Tyskland (1949–1990 kallat Västtyskland) i ishockey på herrsidan. Laget är medlem i det internationella ishockeyförbundet sedan 1909. Lagets bästa resultat är silver i VM 1930 och 2023 samt vinter-OS 2018.

## Historia
Den första ishockeymatchen i Tyskland spelades 1887 då Akademischer Sport Club Berlin mötte ett studentlag och vann med 11-4 i Berlin. 
1908 skapades en sektion för ishockey i Deutsche Eissport-Verband. 1909 blev Tyskland medlem i det internationella förbundet. 
Laget spelade sin första landskamp mot Storbritannien, som vann med 1-0, 1910 då det första Europamästerskapet arrangerades i Les Avants. Tyskland vann där silver. Nästa EM 1911 spelades i Tyskland och vanns av Böhmen som finalbesegrade Tyskland. Fram till 1935 hade laget ingen egentlig förbundskapten. Laget hade sedan under lång tid utländska tränare, inte minst från Kanada.
1930 vann Tyskland VM-silver efter finalförlust mot Kanada med 1-6.
1932 vann Tyskland OS-brons i Lake Placid. I OS på hemmaplan i Garmisch-Partenkirchen 1936 slutade Tyskland på femte plats.
Efter andra världskriget skapades ett östtyskt och ett västtyskt landslag och båda deltog i VM och hade liknande resultat. I OS 1956, 1960 och 1964 deltog ett gemensamt väst- och östtyskt lag. Västtyskland vann VM-silver i Schweiz 1953 efter finalförlust mot Sverige.
1963 grundades Tysklands ishockeyförbund, Deutscher Eishockey-Bund (DHB) som sedan dess haft hand om hockeyn i Tyskland (fram till 1990 enbart i Västtyskland).
1976 vann Västtyskland OS-brons i Innsbruck med bland andra Erich Kühnhackl, Alois Schloder och Udo Kiessling i laget. 
Efter Tysklands återförening den 3 oktober 1990 upphörde det östtyska landslaget liksom Östtyskland att existera och det västtyska landslaget blev det nuvarande tyska.
Tyskland vann Deutschland Cup 1995 och 1996.
1998 missade Tyskland för första gången sedan 1976 att kvalificera sig för A-VM. I hemma-VM 2001 gjorde laget comeback i A-VM men kunde även sportsligt kvalificera sig då laget vann B-VM i Polen 2000. 2001 följde seger i OS-kvalet för spelen i Salt Lake City. I OS gjorde Tyskland sensationellt bra ifrån sig genom att bli gruppsegrare efter segrar mot Slovakien, Lettland och Österrike och hamnade slutligen på en åttondeplats. 2005 åkte laget återigen ur A-VM efter 2-3 mot Danmark men kunde direkt göra comeback 2006 med Uwe Krupp som förbundskapten.
Den mesta spelaren genom tiderna är Udo Kiessling som spelade 320 landskamper för laget.
Inför VM 2010 var det tyska landslaget rankat som nummer 12 i världen. Det skulle inte ha varit kvalificerat för turneringen, om det inte vore för att Tyskland var värdnation, men gick till kvartsfinal och besegrade där Schweiz. Man slutade till sist på fjärde plats efter att ha förlorat bronsmatchen mot Sverige. Man avancerade tre platser på IIHF:s rankinglista och slutade på nionde plats för 2010.
I vinter-OS 2018 i Pyeongchang nådde Tyskland för första gången någonsin OS-final efter seger mot Sverige med 4-3 efter sudden death i kvartsfinalen och sedan seger mot Kanada i semifinalen, och vann OS-silver efter finalförlust med 3-4 mot Olympiska idrottare från Ryssland som kvitterade till 3-3 med endast 56 sekunder kvar av ordinarie matchtid och avgjorde sedan matchen i förlängningen genom sudden death.

## Meriter
| - 1928 i Sankt Moritz - 10:a - 1932 i Lake Placid - Brons - 1936 i Garmisch-Partenkirchen - 5:a - 1948 i Sankt Moritz - Uteslutna p.g.a. andra världskriget - 1952 i Oslo - 8:a - 1956 i Cortina d'Ampezzo - 6:a (gemensamt väst- och östtyskt lag) - 1960 i Squaw Valley - 6:a (gemensamt väst- och östtyskt lag) - 1964 i Innsbruck - 7:a (gemensamt väst- och östtyskt lag) - 1968 i Grenoble - 7:a - 1972 i Sapporo - 7:a - 1976 i Innsbruck: Brons - 1980 i Lake Placid - 10:a - 1984 i Sarajevo - 5:a - 1988 i Calgary - 5:a - 1992 i Albertville - 6:a - 1994 i Lillehammer - 7:a - 1998 i Nagano - 9:a - 2002 i Salt Lake City - 8:a - 2006 i Turin - 10:a - 2010 i Vancouver - 11:a - 2014 i Sotji - Ej kvalificerade - 2018 i Pyeongchang - Silver - 2022 i Peking - 10:a | - 1930 - Silver - 1931 - Deltog ej - 1933 - 5:a - 1934 - Brons - 1935 - 9:a - 1937 - 4:a - 1938 - 4:a - 1939 - 5:a - 1947–1951 - Uteslutna - 1953 – Silver - 1954 – 5:a - 1955 – 6:a - 1957–1958 - Ej kvalificerade - 1959 – 7:a - 1961 – 8:a - 1962 – 6:a - 1963 – 7:a - 1965 – 11:a - 1966 – 9:a - 1967 – 8:a - 1969 – 10:a - 1970 – 8:a - 1971 – 5:a - 1972 – 5:a - 1973 – 6:a - 1974 – 9:a - 1975 – 8:a - 1976 – 6:a - 1977 – 7:a - 1978 – 5:a - 1979 – 6:a - 1981 – 7:a - 1982 – 6:a - 1983 – 5:a - 1985 – 7:a - 1986 – 7:a - 1987 – 6:a - 1989 – 7:a - 1990 – 7:a | - 1991 - 8:a - 1992 - 6:a - 1993 - 5:a - 1994 - 9:a - 1995 - 9:a - 1996 - 8:a - 1997 - 11:a - 1998 - 11:a - 1999 - 20:e - 2000 - 17:e - 2001 - 8:a - 2002 - 8:a - 2003 - 6:a - 2004 - 9:a - 2005 - 15:e - 2006 - 17:e - 2007 - 9:a - 2008 - 10:a - 2009 - 15:e - 2010 - 4:a - 2011 - 7:a - 2012 - 12:a - 2013 - 9:a - 2014 - 14:e - 2015 - 10:a - 2016 - 7:a - 2017 - 8:a - 2018 - 11:a - 2019 - 6:a - 2021 - 4:a - 2022 - 7:a - 2023 - Silver |

## VM-statistik

### 1928–2006
| VM-Turneringar    | Matcher | Segrar | Oavgjorda | Förluster | Gjorda mål | Insläppta mål | Poäng |
| ----------------- | ------- | ------ | --------- | --------- | ---------- | ------------- | ----- |
| A-VM              | 149     | 56     | 17        | 76        | 334        | 418           | 129   |
| B-VM/Division I   | 19      | 16     | 0         | 3         | 83         | 36            | 32    |
| C-VM/Division II  | 0       | 0      | 0         | 0         | 0          | 0             | 0     |
| D-VM/Division III | 0       | 0      | 0         | 0         | 0          | 0             | 0     |

### 2007–
| VM-Turneringar | Matcher | Segrar | Förluster | Sudden deaths-/Straffläggningssegrar | Sudden deaths-/Straffläggningsförluster | Gjorda mål | Insläppta mål | Poäng |
| -------------- | ------- | ------ | --------- | ------------------------------------ | --------------------------------------- | ---------- | ------------- | ----- |
| VM             | 62      | 18     | 34        | 4                                    | 6                                       | 123        | 186           | 68    |
| Division I     | 0       | 0      | 0         | 0                                    | 0                                       | 0          | 0             | 0     |
| Division II    | 0       | 0      | 0         | 0                                    | 0                                       | 0          | 0             | 0     |
| Division III   | 0       | 0      | 0         | 0                                    | 0                                       | 0          | 0             | 0     |

- ändrat poängsystem efter VM 2006, där seger ger 3 poäng istället för 2 och att matcherna får avgöras genom sudden death (övertid) och straffläggning vid oavgjort resultat i full tid. Vinnaren får där 2 poäng, förloraren 1 poäng.

|}

## Profiler
- Udo Kiessling
- Marco Sturm
- Olaf Kölzig
- Erich Kühnhackl
- Jochen Hecht
- Alois Schloder
- Uwe Krupp
- Christian Ehrhoff
- Christoph Schubert
- Alexander Barta
- Marcel Müller

## Landslagsuppsättningar
| Tysklands ishockeylandslag i World Cup 2004 |
| Målvakter 1 Oliver Jonas, Eisbären Berlin - 37 Olaf Kölzig, Washington Capitals - 80 Robert Müller, Krefeld Pinguins Backar 5 Robert Leask, Eisbären Berlin - 7 Sascha Goc, Adler Mannheim - 10 Christian Ehrhoff, San Jose Sharks - 12 Mirko Lüdemann, Kölner Haie - 13 Christoph Schubert, Ottawa Senators/Binghamton Senators - 31 Andreas Renz, Kölner Haie - 58 Lasse Kopitz, Nürnberg Ice Tigers - 84 Dennis Seidenberg, Philadelphia Flyers Anfallare 17 - Jochen Hecht, Buffalo Sabres - 19 Marco Sturm, San Jose Sharks - 21 Stefan Ustorf, Krefeld Penguins - 22 Martin Reichel, Frankfurt Lions - 26 Daniel Kreutzer, DEG Metro Stars - 27 Tobias Abstreiter, Kassel Huskies - 32 Tomas Martinec, Adler Mannheim - 34 Eduard Lewandowski, Kölner Haie - 47 Christoph Ullman, Adler Mannheim - 49 Klaus Kathan, Adler Mannheim - 57 Marcel Goc, San Jose Sharks - 72 Petr Fical, Nürnberg Ice Tigers - 73 Tino Boos, Kölner Haie - 76 Stephan Retzer, Kassel Huskies |